# Töte ihn!
Ubei ego! (russisch Убей его!, wiss. Transliteration Ubej ego!), „Töte ihn!“ bzw. „Wenn dir dein Haus lieb ist“, ist ein russisches Gedicht von Konstantin Simonow. Es entstand, nachdem das NS-Regime während des Großen Vaterländischen Krieges die Sowjetunion überfallen hatte, und beschreibt die Misshandlung eines alten Elternpaars, die Ermordung eines Lehrers und die Vergewaltigung einer jungen Frau durch Wehrmachtssoldaten.

## Kurzeinführung
Das Gedicht wurde erstmals am 18. Juli 1942 in der sowjetischen Militärzeitung Roter Stern (Krasnaja Swesda) gedruckt. Der sowjetische Dichter Simonow hatte mit diesem Gedicht die russischen Menschen zum Töten von Deutschen (Wehrmachtssoldaten) aufgerufen: „So töte wenigstens einen! So töte ihn möglichst bald! Sooft du ihn siehst, sooft töte ihn auch!“ lauteten seine Zeilen.
Es wurde im Juli 1942 geschrieben und einen Tag nach Beginn der Schlacht um Stalingrad – d. h. dem 18. Juli 1942 – in der Zeitung Roter Stern veröffentlicht. Der Satz „Töte ihn!“ aus Simonows Gedicht und Ilja Ehrenburgs wenig später verfasster journalistischer Artikel Töte! (убей!) wurden zu den bekanntesten sowjetischen Militärparolen während des Großen Vaterländischen Krieges. Ein anderer Schriftsteller, der sich um die Wiederaufrichtung der Moral sehr verdient machte, war der „Soldatendichter“ Alexei Surkow mit seinem Gedicht Ich hasse usw. Nach eigenem Bekunden schrieb Konstantin Simonow sein Gedicht Töte ihn! an einem einzigen Tag im Sommer 1942, als er an der Front war – an der Wolga, „auf die sich die Deutschen zubewegten.“

„Die Aufrechterhaltung bzw. Wiederaufrichtung der Moral der sowjetischen Soldaten und ihre stete Motivation waren von größter Bedeutung in diesem Krieg, der ganze Kompanien, Divisionen, Armeen auslöschte und die Soldaten mit Erlebnissen konfrontierte, die aufgrund ihrer Grausamkeit und Brutalität kaum zu verarbeiten waren. Simonow beschreibt in „Tötet ihn!“ (1942) die Misshandlung eines alten Elternpaars, die Ermordung eines Lehrers und die Vergewaltigung einer jungen Frau durch deutsche Soldaten. Er schließt: „Wenn du nicht auf alles verzichten willst,/ was du dein Vaterland nennst –/ dann töte einen Deutschen,/ töte ihn immer, wann/ du ihn auch siehst.““

## Nachklang
Nach dem Taurus-Abhörfall im März 2024, als vier deutsche Luftwaffenoffiziere abgehört wurden, während sie den eventuellen Einsatz deutscher Taurus-Marschflugkörper gegen die Krim-Brücke im Krieg Russlands gegen die Ukraine besprachen, reagierte der ehemalige Ministerpräsident Russlands Dmitri Medwedew mit den Worten: „Wie soll man darauf diplomatisch reagieren? Ich weiß es nicht.“ Er bezeichnete Deutschlands Beteuerungen, nicht am Krieg beteiligt zu sein, als verlogene Rhetorik, zitierte Simonows Gedicht und schloss mit einer Erinnerung an den Zweiten Weltkrieg: „Und wieder wurde der Ruf aus der Zeit des Großen Vaterländischen Krieges relevant. Tod den Deutsch-faschistischen Besatzern!“

## Belege und Fußnoten
1. ↑  Оригинал Константина Симонова "Убей его!" (Foto)
2. ↑  Evgeny Dobrenko, S. 118 f.
3. ↑  Убей - Text
4. ↑  russisch Алексей Александрович Сурков
5. ↑  vgl. В грозные дни войны. «Стихи о ненависти»
6. ↑   Hans Goldenbaum: Nicht Täter, sondern Opfer? Ilja Ehrenburg und der Fall Nemmersdorf im kollektiven Gedächtnis der Deutschen. In: Hallische Beiträge zur Zeitgeschichte 2007/1 (Heft 17), S. 20 – Online (Dort nach: Werth, Russland, S. 299.)
7. ↑  Abhörskandal bei der Bundeswehr: Verteidigungsministerium bestätigt Echtheit der Aufnahmen. In: Frankfurter Rundschau, 2. März 2024